# Talaimannar
Talaimannar (en tamoul : தலைமன்னார் et en singhalais : තලෙයිමන්නාරම) est une ville au nord-ouest de l’île de Mannar, au Sri Lanka.